# Craugastor tabasarae
Craugastor tabasarae är en groddjursart som först beskrevs av Savage, Hollingsworth, Lips och Jaslow 2004.  Craugastor tabasarae ingår i släktet Craugastor och familjen Craugastoridae. IUCN kategoriserar arten globalt som akut hotad. Inga underarter finns listade i Catalogue of Life.